# Mercy (Yonne)
Mercy település Franciaországban, Yonne megyében. Lakosainak száma 77 fő (2022. január 1.). Mercy Champlost, Bellechaume és Brienon-sur-Armançon községekkel határos.

## Népesség
A település népességének változása:
| Lakosok száma | 81   | 81   | 82   | 81   | 80   | 78   | 77   | 77   | 77   |
|               | 2013 | 2015 | 2016 | 2017 | 2018 | 2019 | 2020 | 2021 | 2022 |